# Mogami (Jamagata)
Mogami (japonsky: 最上町; Mogami-mači) je japonské město ležící v okresu Mogami v prefektuře Jamagata.
V roce 2003 mělo město 11 019 obyvatel a hustotu zalidnění 33,36 ob./km². Celková rozloha města je 330,27 km².